# 名古屋クッキングスクール
名古屋クッキングスクール（なごやクッキングスクール）は、愛知県名古屋市南区の料理教室。株式会社杉浦友祐料理研究所。

## 授業内容
- 家庭料理教室 - 月曜～金曜19:00～（火曜・木曜は午前授業あり）。簡単に作れる家庭料理を中心に3～4品作成。
- 子ども料理教室 - 基本的に毎月第4土曜日
- 婚活料理教室 - 基本的に毎月第2土曜日

その他、おせち料理教室など季節の料理教室も開催。ほぼ毎月料理教室以外のイベントも開催。